# Schilleriella brevipterus
Schilleriella brevipterus is een vliesvleugelig insect uit de familie Encyrtidae. De wetenschappelijke naam is voor het eerst geldig gepubliceerd in 2005 door Xu.